# Kinna, Arvika kommun
För andra betydelser, se Kinna.
Kinna är en bebyggelse vid västra stranden av Kyrkviken, söder om Arvika i Arvika kommun. Från 2015 till 2023 avgränsade SCB här en småort.